# Aerobiológia
Az aerobiológia (görög ἀήρ, aēr, "levegő"; βίος, bios, "élet"; and -λογία, -logia) a biológia egyik ága, mely a légkörben passzívan szállítódó biológiai eredetű részecskék (baktériumok, gombaspórák, virágporszemek, magok, kisméretű rovarok és vírusok) vizsgálatával foglalkozik. Az aerobiológia két fő ága a beltéri és a kültéri levegő vizsgálatára terjed ki. A beltéri aerobiológia lakások, irodaházak, raktárak, barlangok, üvegházak stb. levegőjének vizsgálatát végzi. A kültéri aerobiológia főként városok, mezőgazdasági területek, komposztálóüzemek stb. levegőjében található részecskék gyűjtésével, koncentrációjának meghatározásával, biometeorológiai összefüggéseinek vizsgálatával, a várható koncentráció ill. szezonkezdet előrejelzésével foglalkozik. Az aerobiológiai hálózatok világszerte a kültéri levegő allergén pollen koncentrációjának monitorozását végzik pollencsapdák segítségével, melynek eredményeit pollenjelentéseikben teszik közzé.
Az aerobiológia, mint tudományág alapjait Pierre Miquel, Louis Pasteur és P.H. Gregory vetették meg.